# Amauropelta bergiana
Amauropelta bergiana là một loài thực vật có mạch trong họ Thelypteridaceae. Loài này được (Schltdl.) Holttum mô tả khoa học đầu tiên năm 1974.